# Urotropis microporus
Urotropis microporus är en mångfotingart som beskrevs av Carl Graf Attems 1914. Urotropis microporus ingår i släktet Urotropis och familjen Spirostreptidae. Inga underarter finns listade i Catalogue of Life.